# 機動戰

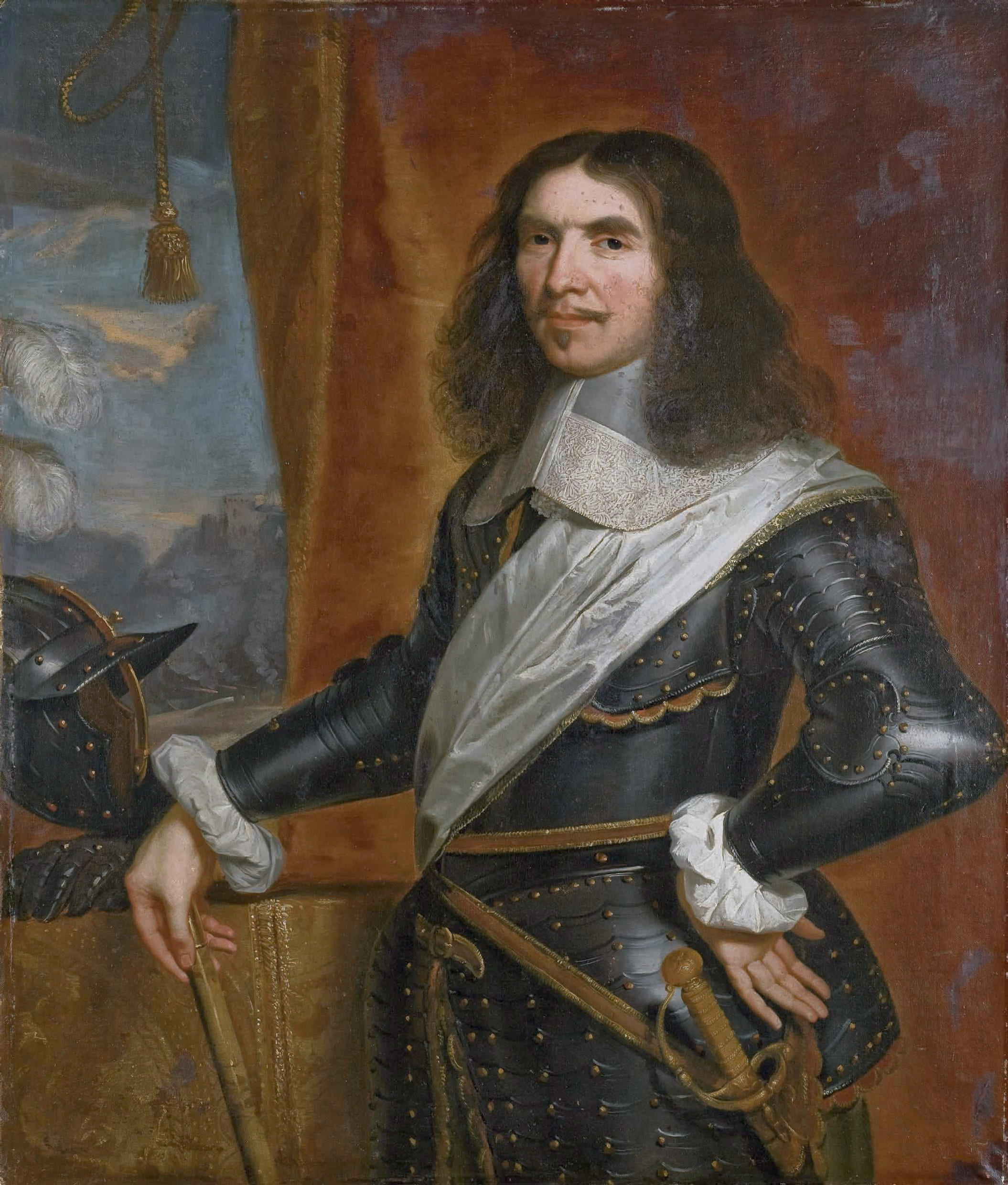
近代機動戰的代表人物蒂雷納子爵

機動戰（英語：Maneuver warfare），或稱機動戰爭，是一種軍事戰略，強調速度，主動與出其不意，來取得在戰鬥中的優勢。以快速的行動，通過衝擊和破壞，使敵人失去決策能力，從而打敗敵人。

## 背景
戰爭方法必須在機動戰和消耗戰之間進行選擇。